# Седнівка (станція)
Се́днівка — проміжна залізнична станція 5 класу Знам'янської дирекції Одеської залізниці на лінії Помічна — Долинська.
Розташована на території Устинівського району Кіровоградської області поблизу села Новоігорівка.
Станцію відкрито у 1978 році у складі новозбудованої лінії Помічна — Долинська.
У 1983 році дільницю Помічна — Долинська було електрифіковано.